# Theresia Mineur
Hedvig Maria Theresia Mineur, född 1839, död 29 september 1860 i Paris, var en svensk konstnär.
Hon var dotter till tapetfabrikören Claes Gustaf Mineur och Hedvig Elisabeth Lindgren och från 1859 gift med arkitekten Henrik Albert Törnqvist. Mineur studerade skulptur för Gustaf Wilhelm Palm i Stockholm och under vistelser i Paris. Hon medverkade i Konstakademiens utställningar 1858 och 1860. Mineur är representerad vid Östergötlands museum. 